# Брудзиньский, Веслав
Веслав Брудзиньский (пол. Wiesław Leon Brudziński, 20 февраля 1920 года, Лодзь, Лодзинское воеводство — 20 марта 1996 года) — польский писатель-сатирик, автор афоризмов, журналист.
Один из самых ярких представителей польской сатиры, был известен в СССР благодаря телевизионной передаче «Кабачок 13 стульев». 

## Биография
Родился 20 февраля 1920 года в Лодзи. Сын аптекаря Александра Купке и учительницы Пелагеи, урождённой Брудзинской.
В 1938 году Веслав сдал  выпускные экзамены в гимназии имени Коперника в Лодзи. В 1936 году дебютировал в познаньской газете «Культура», опубликовав сатирическую заметку под названием «И ближний твой, как ты сам…» (пол. A bliźniego swego jak siebie samego...). С «Культурой» сотрудничал до сентября 1939 года, одновременно печатаясь в ежемесячнике «Wymiary» (1938—1939, вёл раздел «Trybuna młodych»), а также в «Wróblach na Dachu».
В июне 1938 года Брудзиньский переехал в Велюнь.
Во время Второй мировой войны он работал офисным сотрудником, а после войны вернулся в Лодзь. В марте 1945 года поступил секретарём в редакцию польского иллюстрированного еженедельного журнала сатиры и юмора «Szpilki», с этого года начавшего выходить в Лодзи, в 1952 году стал членом его редколлегии, публиковал в журнале сатиру, эпиграммы в польском стиле (фрашки), юмористическую прозу, переводы с немецкого языка (в том числе серию «Миниатюры» 1952 г.). Печатал также сатирические произведения в рубрике «На полях» в «Rzeczpospolita» (1945), в «Dzienniku Łódzkim» (1945—1946) и «Kocynder» (1946).
В 1946—1949 годах был редактором журнала «Муха», в котором публиковался до 1951 года. Кроме того, он сотрудничал с театрами, литературными кабаре (в том числе «Станьчик» и «Шпак»), создавал эстрадные номера и писал для радио. В 1956—1980 годах был заместителем главного редактора журнала «Szpilki», где публиковал свои произведения. В 1946 году стал членом Профсоюза польских писателей.
Умер 20 марта 1996 года. Похоронен на Северном коммунальном кладбище в Варшаве (Участок: W-XIX-3, Ряд: 2, Могила: 9).

## Творчество
Считается одним из самых ярких польских представителей это жанра, произведения которого помогли польскому афоризму обрести культовый статус за рубежом (преодолев закономерный барьер перевода на иностранный язык и сохранив истинный смысл исходного текста, более точный, чем при буквальном переводе, и, что не менее важно, краткость — афористичность). 
Журналисты приводили афоризмы Брудзинского в своих статьях, характеризуя его в превосходном стиле («прекрасный сатирик»). Относительно своего творчества сам Брудзиньский высказывался так:

Афоризм: идея чего-то большего, не испорченная исполнением.Оригинальный текст (пол.)Aforyzm: pomysł na coś większego, który nie został popsuty wykonaniem.

Афоризмы Брудзинского представляют интерес для специалистов-филологов: например, содержащие парадокс выражения «Закон не гарантирует обед, но гарантирует обеденный перерыв», или «Многие люди мстят прежде, чем причинят им вред». Афоризм «Не читай вслух между строк» использует нечто среднее между фразеологическим союзом «угадай, что написано» и словосочетанием «читать вслух», где ключевым является глагол «читать». Смысл этого афоризма заключается в предложении не произносить вслух то, что «читается между строк», то есть то, что не известно наверняка, о чём приходится только догадываться. Необходимо учитывать, что глубокое понимание многих афоризмов Брудзинского возможно только при знании политической и социальной ситуации в современной ему Польше (например, прилагательное «иностранный» в то время в Польше считалось почти полным синонимом к слову «положительный»).
Миниатюры Веслава Брудзиньского исполнялись в популярной советской телевизионной передаче «Кабачок 13 стульев».
Получил ряд литературный наград : премию на конкурсе Министерства культуры и искусства и Союза польских писателей (1951) за комедию «Благодетель человечества», юбилейную премию журналистам (1964), премию Польского радио на конкурсе малых форм развлечений (1976). Кавалер Ордена Возрождения Польши (командорский крест, кавалерский крест).